# Bukovništvo
Bukovništvo je literarna dejavnost  t. i. bukovnikov na Koroškem.  Ti so bili nešolani in samouki ljudje, ki so se ukvarjali s prepisovanjem, prevajanjem in oblikovanjem slovstvenih del. Začelo se je v 16. stoletju s slovenskim protestantizmom, vrh doseglo v drugi polovici 18. stoletja in trajalo še v 19. stoletju.
Izraz bukovski so rabili že slovenski protestantski pisci. Bukovski jezik je označeval latinski jezik, ki je živel v knjigah. Latinščino so izpodrinili živi jeziki, na Slovenskem slovenščina, in ker je na kmetih le malokdo znal brati in pisati, so imenovali bukovnik tudi takega, ki se je ukvarjal s knjigo in pisanjem živega jezika. S preslikovanjem tiskanih črk se je razvila tipična bukovska pisava. 
V literarno vedo je izraz vnesel France Kotnik, terminološko pa ga je utrdil France Kidrič.
Žanrsko bukovniška literatura zajema apokrifna besedila (besedila, ki ne spadajo v svetopisemski kanon) npr. romarske knjižice in apokrifne molitve (tiste, ki se ne uporabljajo v krščanski liturgiji), prepise ljudskih knjig, zgodbe s svetopisemsko tematiko in prerokbe, verske ljudske in moralistične igre, biblijske igre s posvetnimi prizori, satirične in parodične verzifikacije ter ljudske in nabožne pesmi.
Bukovniško literarno dejavnost lahko razdelimo na 3 razvojna obdobja: 

a)	obdobje prepisovalcev (16. in 17. stoletje), ko  so zaradi pomanjkanja slovenskih verskih knjig začeli prepisovati najbolj uporabljana besedila,  

b)	obdobje prevajanja (v sredini 18. stoletja) iz nemških predlog  in na 

c)	obdobje klasičnih bukovnikov (konec 18. in začetek 19. stoletja).
Za začetnike bukovniške tradicije štejemo protestante iz okolice Podkloštra, ki so se zavzemali za nadaljnji obstoj protestantizma na Koroškem. Knjige iz 16. stoletja, ki so jih uspeli rešiti pred protireformacijkim ognjem, so kmetje hranili (med drugim je tu ohranjen edini izvod Dalmatinovega katekizma iz leta 1580) in brali naskrivaj. Tiste, ki so se poškodovale, so dopolnjevali s prepisovanjem poškodovanih delov ali pa so prepisali kar cele in jim pri tem ponekod dodajali besedila iz ustnega izročila, npr. pesmi, vraževerne blagoslove, zagovore in prerokovanja. Najpogosteje so bila dodana t. i. besedila »praznoverskega« značaja, čeprav v resnici niso praznoverska, temveč jih je treba razumeti kot izraz »neuradne« vere, ki se je zaradi bujne ljudske domišljije razvila kljub avtoriteti rimske cerkve in z njo prišla navzkriž.
V teh rokopisih se je ohranjal knjižni jezik protestantov, vendar so vanj že vstopali elementi koroških narečij, z večkratnim prepisovanjem pa tudi posebnosti drugih narečijh. Enotne pravopisne tradicije med bukovniki ni bilo, poskušali so se držati Bohoričevega pravopisa, vendar se je ta slabšal, čim večkrat se je prepis prepisal. 

### Podkloštrski rokopis
To je prepis iz Kreljeve Postile  in Tulščakovega molitvenika Kersčanske leipe molitve.  Našel ju je Vatroslav Oblak v Podkloštru leta 1890.

### Sadnikarjev rokopis
Sadnikarjev rokopis iz Djekš, ki je razdeljen na tri dele, obsega po večini same prepise slovenskih protestantskih spisov. V prvem delu so zbrane pesmi iz protestantske pesmarice Ta celi katekizem iz leta 1584, v drugem delu so razna praznoverska besedila, v tretjem pa molitve iz Tulščakovega in Dalmatinovega molitvenika iz leta 1595.

### Leški rokopis
V Lešah pri Prevaljah je med letoma 1757 in 1761 nastal Leški rokopis, ki vsebuje 39 zaznamkov razne vsebine. Prvi del je strogo verskega značaja in vsebuje molitve, cerkveno pesem (Pange lingua) in duhovnikov govor pred poroko. Drugi del vsebuje pestro narodopisno blago – tri pesmi (ena obsega 14 poskočnic), ki so bile zapisane v Rožu – sledi ženitovanjsko vabljenje, zapis o domačem zdravilu za rane, navodilo za tkanje dvonitnika (groba lanena, konopnena ali bombažna tkanina) in apokrifne molitve. Zraven so še našteti desetinski kmetje in koliko so plačevali. Rokopis hrani rokopisni oddelek Univerzitetne knjižnice Maribor.

### Maurer:Cerkvena pesmarica[1]
Leta 1754 je v Podkloštru samostanski mlinar Luka Maurer v Cerkveni pesmarici zbral na 391 straneh 90 pesmi. Obsežen rokopis se začenja s predgovorom, kjer avtor navede opravičilo zaradi svoje neučenosti in pravi, da je sam le deloven človek, zato naj mu bralci oprostijo napake. V predgovoru je razvidno, da je bilo delo sestavljeno zato, da ga tudi drugi prepišejo. V pesmarici so zbrane božične (9), postne (7) in velikonočne pesmi (5), ena vnebohodna ter ena binkoštna pesem, ki jima sledijo še mašne (3) in Marijine (14), tri pesmi o Mariji Magdaleni ter ostale po zaporedju drugih cerkvenih praznikov (47).

### Šmelcarjeve narodne pesmi
Jožef Šmelcar je leta 1815 dokončal zbirko narodnih pesmi. Njegove pesmi so vključene v tretjem zvezku Štrekljevih Slovenskih narodnih pesmi (1904).
V obdobju prevajalcev so bukovniki začeli samostojno prevajati in prirejati razne nemške predloge. Nastajale so t. i. ljudske bukve, ki so s svojo vsebino ustrezale takratnim kulturnim in literarnim potrebam. Širile so se v številnih prepisih ali tiskih po vsej Sloveniji.
Vzroki za prepisovanje: 
- bogoslužni – najprej zaradi potrebe po ohranjanju in širjenju protestantske vere, kasneje pa tudi »praznoverni« teksti;
- praktični – zdravilske bukve, navodila za tkanje, vremenske napovedi ob godovih svetnikov, praznikih itd.;
- eshatološki – razna prerokovanja;
- ljudsko-literarni – npr. zapisi srednjeveških historij in
- estetski – zapisi narodnih pesmi.

### Kolomonov žegen[2]
Kolomonov žegen je apokrifna knjiga. Gre torej za molitve, ki so »neprave« vere s stališča rimske cerkve. Namenjen je bil predvsem vojakom, da bi jih varoval pred smrtjo. Vseboval je varovalne molitve za blagor duše, zarotilne molitve za varstvo pred telesnimi in drugimi nesrečami ter prošnje duhovom za pomoč pri pridobivanju materialnih dobrin. Prvič je bil natisnjen leta 1740, nato pa še v letih 1754, 1810, 1830 in 1920 (Glonarjeva izdaja). (COBISS)

### Duhovna bramba
Duhovna bramba je prav tako apokrifno delo s praznovernimi molitvenimi in obrednimi obrazci. Prvič je bila natisnjena okoli leta 1750, nato pa še okoli 1810. in 1820. leta. 1835 je nastala tudi štajerska verzija, ki je bila na novo prevedena po nemški predlogi. Natisnjena je bila v Gradcu. Duhovna bramba je bila namenjena popotnikom na potovanjih po kopnem in morju. Kupovali so jo romarji, ki so odhajali v Köln, Aachen in Trier vse do prepovedi romanj pod Jožefom II. konec 18. stoletja, nato furmani, ki so v času Ilirskih provinc prevažali robo v Furlanijo in vse do Padove. Na teh poteh jim je pretilo veliko nevarnosti, zato so se zatekali k varovalnim molitvam. 

### Antikrist
Nemško delo Leben Antikristi (prevod: življenje antikrista) Dionozija Luksemburškega iz leta 1682 je bila pogosta predloga za bukovniško prevajanje in prirejanje. Snov je bila aktualna predvsem ob vojnah, ko so ljudje pričakovali prihod Antikrista in prerokovali konec sveta. Znanih je 14 rokopisnih prepisov.
- Najstarejši prevod je iz leta 1767. Napisal ga je prvi znani prevajalec med bukovniki, Matija Žegar. Prevod z naslovom Antikrist [3] je ilustriran. Našel ga je Štefan Singer leta 1902 v Logi vasi, hrani ga Koroška osrednja knjižnica.
- 1780 je v Svečah na avstrijskem Koroškem nastal rokopis Branje od Antikrista in od njegoveh fouš prerokov, ki je vsaj v nekaterih delih prepis Žegarjevega Antikrista. Vsebuje hagiografijo sv. Florjana, prerokovanje iz leta 1769, tri pridige, hišni blagoslov in litanije sv. Erazma, ki niso ohranjene v nobenem drugem besedilu.
- Prepisovalska tradicija je živela tudi v Kotljah, kjer je leta 1799 nastalo Metarnikovo prerokovanje[4]. Rokopis so našli pri Šretnekarju, ko je tam gospodaril Janez Metarnik, kot avtor je podpisan Šribou Simon (ponekod Šiman). Gre za krajše (10 strani) prerokovanje o prihodu Antikrista in o koncu sveta. Vsebuje napovedi stisk, vojsk in težav za posamezna leta in desetletja. Za leto 1834 npr. napoveduje vdor Turkov, leta 2000 pa konec sveta.
- Prepis z naslovom Prerokovanje od Antikrista, ki je nastal 1823/4, hrani Koroški deželni arhiv v Celovcu, avtor je Johan Rebel. Na začetku in koncu manjka nekaj strani, ohranjen pa je naslovni list. Vsebuje tri pridige, prerokovanje iz leta 1765, sledi več kot 40 poglavij, kjer je opisan prihod in delovanje Antikrista ter 30 celostranskih ilustracij. Paginirano je bilo po restavraciji in obsega 258 strani.

### Arcniske bukve
Zdravilske bukve se pojavijo že leta 1720. Prevajali, prirejali in prepisovali so jih preprosti kmetje in nekateri duhovniki, ki so čutili potrebo po medicinskem znanju. Imenovali so jih arcniske bukve. Zdravile so z zagovori in zdravilnimi rastlinami, vsebovale pa so tudi recepte za različne čaje in mazila. 
Znanih je več prevodov arcniskih bukev.
- Arcniske bukve (za vse žlaht boliezni od gvave noter do nuoh hausmitelni inu dobri rati za te kmete inu božne ludi kir nič na morjo perdevati več da bi arcnio kupili morejo v teh bukvih na naiti inu nucati inu boga zahvalit')  iz leta 1765. Prevedel jih je Andrejaš Goričnik iz Podpečje vasi (danes Podpeca) po nemški predlogi Peterija Andrena Mathiolija. Poglavja obravnavajo bolezni in za njih predlagajo različna zdravila ter opisujejo zdravilne rastline in njihovo uporabo.
- Goričnikove Arcniske bukve je leta 1769 prepisal Matjaž Krajnc s podobnim daljšim naslovom Arzniske bukve sa vse shlaht boliesnj od gvave noter do nuek hausmitelni inu dobri roti sa te sruete jnu boshne ludi kir nizh na mori oper devati vezh da bi arznie kupili morejo v teh bukveh na naiti jnu nuzati jnu boga sahvalit. Autor Peteri Andren Mathioli kir so popisane jnu snemskiga na slovensko jasig prestavlene skues Andreas Goritshnig v popiezhei vsi 1759. Sdai so preshribane na rokhah Mathias Kreinz v tem leti 1769.  Z naslova je razvidno, da je prepis namenjen predvsem revnim ljudem, ki si ne morejo kupiti zdravil, in da v njem najdejo nasvete ter domača zdravila. Na prvi strani je v nemščini opomba, da je knjigo 1878 kupil Franc Eigner iz Ruš. Tam so rokopis tudi našli. Ohranjenih je 133 poglavij prepisa, zadnjih 22 manjka, kar je razvidno iz kazala, kjer so manjkajoča poglavja navedena. Na koncu so vložene še štiri strani, kjer so opisani štirje temperamenti – sangvinik, flegmatik, melanholik in kolerik.
- Po Mathiolijevi predlogi je tudi prevod Josepha Schaga, organista v Suhi v Labotski dolini iz začetka 18. stoletja.
- Leta 1817 so po Schagovi predlogi nastale Arcniske ročne bikvice[5]. Napisal jih je župnik Johan Bunčik iz Dobrle vasi na avstrijskem Koroškem.
- Zadnje arcniske bukve – Krainski Arzt – je najbrž napisal Kert na začetku 20. stoletja. Rokopis ni ohranjen v celoti.

### Šembiljine bukve
Na Koroškem in Dolenjskem so se širile šembiljine bukve, ki so vsebovale različna prerokovanja. Ime so dobile po Šembilji (slovenska priredba gr. Sibile), ki naj bi bila slovenska prerokinja. Prve koroške različice so nastale v okolici Baškega jezera, najverjetneje ob koncu 18. in začetku 19. stoletja. Najbolj znan je Lipušev prepis Bukle Sibile Prarokile, ki je nastal leta 1892, nato pa so priredbe in prevodi začeli širiti po Sloveniji. Taka priredba je rokopis Bukve tiga prerokuvajna, ki je nastal v osrednji Sloveniji na začetku 19. stoletja.
Klasični bukovniki so bili nešolani in samouki kmetje ali obrniki, ki so še vedno prepisovali in prevajali različna dela (Drabosnjak, Andreaš), vendar je bilo njihovo težišče pri samostojnem literarnem ustvarjanju, predvsem pesnenju. Nekateri so svojim besedilom prirejali tudi napeve (Andreaš), zbirali so narodopisno gradivo in za gledalce prirejali ljudske igre (Drabosnjak). Vabili so jih za govornike na pogrebe in poroke. V verzih so bukovniki pogosto poveličevali kmetsko življenje, se s satiro ali elegijo odzivali na cerkvene in državne reforme Jožefa II, francosko revolucijo, priključitev beljaškega okrožja k Ilirskim provincam in na ostalo politično dogajanje doma ter po svetu.
Poleg klasičnih bukovnikov so v tem obdobju ustvarjali tudi učitelji oz. organisti in ostali posamezniki, ki so bili že šolani, in predstavljajo vmesno stopnjo med bukovniki in umetnimi pesniki. Ti so: Jožef Iskrač, Vojteh Kurnik in Gašpar Križnik ter učitelji Matevž Kračman, Andrej Končnik, Pavel Knobl in Ignacij Petrič.

### Andrej Šuster Drabosnjak(1768–1825)
Drabosnjak velja za najpomembnejšega koroškega bukovnika v 19. stoletju. Bil je plodovit prepisovalec, prevajalec in samostojni ustvarjalec. Ukvarjal se je predvsem z ljudsko versko dramatiko, svoja dela je tudi uprizarjal. Prevedel je: Pasijonsko igro, Božično igro, Igro o izgubljenem sinu, Igro o Amanu in Esteri, Igro o Egiptovskem Jožefu in Igro o bogatem možu. 1811. leta je natisnil Marijin pasijon. Prevedel je tudi tri ljudske bukve: Bukvice od Matjaža, Večni žid Ahasver, Historija o lepi Mageloni. Poleg Marijinega pasijona sta bili natisnjeni še dve njegovi knjižici verzifikacij: Svovenije obace in knjižica, ki vsebuje parodiji Litanijo od tah hudah žien in Očitno spued za piance inu za vinske bratre, moralno pesem Ena žavbo ter satirični pesmi z naslovom Pesem od napitah bratrov in Raime od mlinariov.

### Miha Andreaš (1762–1821)
Andreaš je bil pesnik in skladatelj iz Roža. Pisal je posvetne in pobožne pesmi in komponiral arije. Ohranjenih je le osem njegovih pesmi, ki jih je v svojo zbirko (Peşme po Koròshkim ino Şhtajarskim snane, enokoljko popravlene ino na novo sloshene. I. Del, Posvetne pésme,1833) vključil Matija Ahacel. (COBISS)

### Jurij Vodovnik (1791–1858)
Znanih je okoli 30 Vodovnikovih pesmi, ki jih je v prepisih tudi prodajal. Velikokrat jih je uglasbil. Širile so se s petjem in nekatere ponarodele. Med najbolj znane in priljubljene sodi avtobiografska pesem Jaz sem Vodovnik Juri. Vodovnikove pesmi je med drugimi zbral in izdal tudi Franc Mišič v Izbranih pesmih pohorskega pevca in pesnika Jurija Vodovnika (1941) (COBISS)in dopolnjeni izdaji Jurij Vodovnik (1959). (COBISS) Več pesmi je tudi prevedel v nemščino. Vodovnikovo zbirko je leta 1982 izdal tudi Stane Gradišnik– Jurij Vodovnik in njegova ljudska pesniška zapuščina. (COBISS)

### Matija Naglič (1799–1854)
Naglič je poznan kot zbiratelj in prepisovalec slovenskih nabožnih in mističnih tekstov. Pomembna je njegova knjižnica, ki je vsebovala več kot 50 knjig iz 1680–1830. Med njimi so našli tudi obsežen Nagličev zbornik »halištrov«, to so kratki popisi vsebine prebranih knjig, ki ga je začel pisati okoli 1823.

### Matija Kresnik – Prosen (1821–1890)
Kresnik je bil iz Reškega grabna v Stražišču. V knjige (iz lastne domače knjižnice) je vlagal prazne liste, kamor je prepisoval besedila iz raznih knjig in rokopisov. Tak prepis so Pesmi stare jinu nove, ki so vložene v prvi izdaji Ahaclovih pesmi. Obsegajo narodne in umetne pesmi razne vsebine – cerkvene, ljubezenske, zdravice, legende. Med njimi so ohranjeni prepisi Vodovnikovih pesmi.

### France Leder – Lisičjak (1833–1908)
Lisičjak se je rodil v Globasnici v Podjuni. Zaslovel je kot ljudski pesnik in pevec, saj je na sejmih, cerkvenih shodih in ob drugih praznikih zabaval ljudstvo s prepevanjem pesmi ob spremljavi citer. Večinoma teh pesmi je napisal sam, nekatere so tudi ponarodele (npr. Nekoč v starih časih, takrat je luštno b’lo). Najbolj znana je Pesem od rojstva.

### Lovro Stepišnik (1834–1912)
Stepišnik se je rodil v Arclinu, južno od Vojnika pri Celju. Nanj sta vplivala Jurij Vodovnik in A. M. Slomšek, ki ga je zalagal z učnim gradivom. Njegovo najpomembnejše delo je zbirka narodopisnega blaga Ženitne ali svatbine navade in napitnice z godčevskim katekizmom iz slovenjebistriške okolice na Štajerskem, prvič izdana 1884. Napisal je Pohorske pripovedke (1864), pripovedko Asahver (1908), zbral tuje pesmi v Glagoli (1887) in ljudsko blago v Zlatem vencu.  Z Josipom Vošnjakom je leta 1863 ustanovil prvo Bralno društvo pod Pohorjem in knjižnico Slovenska bukvarnica.
1. ↑  Luka Maurer: Cerkvena pesmarica
2. ↑  Kolomonov žegen
3. ↑  Matija Žegar: Antikrist
4. ↑  Šiman: Metarnikovo prerokovanje
5. ↑  Johan Bunčik: Arcniske ročne bikvice
6. ↑  Andrej Šuster Drabosnjak: Igra o izgubljenem sinu

- Alfonz Gspan:  Cvetnik slovenskega umetnega pesništva do srede XIX. stoletja.  Ljubljana: Slovenska matica, 1978. 321–23. (COBISS)
- France Kotnik: Bukovniki,  Koroški zbornik . Ljubljana: DZS, 1946. 312–16. (COBISS)
- France Kotnik: Naši bukovniki, ljudski pesniki in pevci,   Narodopisje Slovencev II.  Ljubljana, 1952. 86-102. (COBISS)
- Monika Kropej:  Od ajda do zlatoroga.  Celovec: MZ, 2008. Str. 240. (COBISS)
- Lino Legiša:  Zgodovina slovenskega slovstva. Ljubljana: Slovenska matica, 1956. 425–26. (COBISS)
- Franc Minařik: Slovenske »na rokah« pisane zdravilske bukve iz leta 1759.  Zagreb, 1946. (COBISS)
- Erich Prunč: Ustna in pisna tradicija v slovenskem slovstvu na Koroškem,  Predavanja/IX. seminar slovenskega jezika, literature in kulture.  Univerza v Ljubljani, Filozofska fakulteta, Oddelek za slovanske jezike in književnost, 1973. 65–66. (COBISS)
- Simona Vončina, Simona Šuler Pandev: Shtoria od enih starih bukovnikov ino visharjev: bukovniki in vižarji iz zbirk Koroške osrednje knjižnice.  Ravne na Koroškem: Koroška osrednja knjižnica dr. Franca Sušnika, 2011. (COBISS)
- Anja Žalta:  Protestantizem in bukovništvo med koroškimi Slovenci.  Dostopno na: http://www.anthropos.si/anthropos/2004/1_4/zalta_anja.pdf Arhivirano 2015-06-06 na Wayback Machine..  (12. 5. 2012)